# Irene Ibsen Bille
Irene Ibsen Bille (født Irene Ibsen 10. september 1901 - 22. februar 1985) var en norsk forfatter og dramatiker.
Irene var datter af statsminister Sigurd Ibsen og Bergliot Ibsen og var søster til  filminstruktør Tancred Ibsen. Hun var barnebarn af Henrik Ibsen, Suzannah Ibsen, Bjørnstjerne Bjørnson og Karoline Bjørnson.
Irene Ibsen blev i 1930 gift med den danske forfatter Josias Bille af den danske uradelsslæt Bille og flyttede til Danmark. Hun udgav sit første dramatiske værk, Uten ansikt, i Danmark. I 1965 udgav hun Kysset og romanen Det leende vindu.